# 汪延
汪延（1972年5月25日—），出生于北京，新浪共同创始人，原CEO、董事长。

## 职业经历
汪延于1996年回国与北大附中同学共同创办了中国大陆最早的商业中文网站——利方在线，成为1998年中国地区最受欢迎、访问量最高的中文网站之一。1998年，利方在线与华渊资讯网成功合并为新浪网，汪延出任新浪中国区总经理。2001年6月，汪延被任命为新浪集团总裁、首席执行官。2006年5月卸任后首席执行官，担任新浪集团副董事长、代理董事长、董事长至2012年9月。现在接管新浪慈善基金。

## 教育背景
高中毕业于北京大学附属中学，后获法国巴黎大学法学学士学位。

## 外部連結
新浪网 （页面存档备份，存于）